# Port lotniczy Pucallpa-FAP Captain David Abenzur Rengifo
Port lotniczy FAP Captain David Abenzur Rengifo (IATA: PCL, IATA: SPCL) – port lotniczy położony w Pucallpie, w regionie Ukajali, w Peru.